# (12738) Satoshimiki
(12738) Satoshimiki est un astéroïde de la ceinture principale.

## Description
(12738) Satoshimiki est un astéroïde de la ceinture principale. Il fut découvert le 4 janvier 1992 à Okutama par Tsutomu Hioki et Shuji Hayakawa. Il présente une orbite caractérisée par un demi-grand axe de 2,54 UA, une excentricité de 0,29 et une inclinaison de 13,3° par rapport à l'écliptique.

## Compléments